# Kroppsvätska
Kroppsvätskor utgörs i huvudsak av blod och de sekret som utsöndras av kroppens exokrina körtlar. Till den senare gruppen hör saliv, urin och sperma.
I antikens Grekland föddes humoralpatologin, en teori om fyra kroppsvätskor (blod, gul och svart galla, samt slem) vars balans påverkade sjukdomar och temperament.